# Варяг (ракетный крейсер, 1963)
«Варяг» (до 31 октября 1962 года — «Сообразительный») — гвардейский лёгкий ракетный крейсер проекта 58. Назван в честь бронепалубного крейсера «Варяг».
В период службы ГРКр «Варяг» носил гвардейский флаг, унаследованный от эсминца «Сообразительный» проекта 7У типа «Сторожевой» Черноморского флота.

## Строительство
5 августа 1961 года зачислен в списки кораблей ВМФ под названием «Сообразительный».
13 октября 1961 года состоялась закладка на заводе имени А. А. Жданова в Ленинграде под заводским номером 783.
7 апреля 1963 года спущен на воду.
10 января 1965 года в Кронштадте над кораблём был поднят Военно-морской флаг СССР.
20 августа 1965 года вступил в строй.

## Служба
«Варяг» и однотипный с ним «Адмирал Фокин» прошли Северным морским путём вдоль арктического побережья СССР в сопровождении ледоколов и 5 октября 1965 года прибыли в порт приписки — Владивосток.
По завершении перехода во льдах, крейсеру потребовался ремонт, после которого «Варяг» переведён базированием на Фокино, где в бухте Абрек формировалась 175-я бригада ракетных кораблей (БрРК) 10-й оперативной эскадры Тихоокеанского флота (ОПЭСК ТОФ).
23 сентября 1965 года включён в состав КТОФ. 21 мая 1966 года на его борту состоялась секретная встреча Председателя Президиума Верховного Совета СССР Леонида Ильича Брежнева с лидером КНДР Ким Ир Сеном. В апреле—мае 1970 года крейнер принимал участие в манёврах «Океан».
В сентябре 1971 года ГРКр «Варяг» принял участие в учениях «Восход» под флагом Главнокомандующего ВМФ СССР адмирала флота Советского Союза С. Г. Горшкова. С 6 декабря 1971 года по 14 марта 1972 года во время индо-пакистанского конфликта ГРКр «Варяг» в составе 8 ОПЭСК ВМФ СССР совместно с крейсером «Дмитрий Пожарский», БПК «Владивосток», БПК «Строгий», эскадренным миноносцем «Веский», под командованием командира эскадры контр-адмирала В. С. Круглякова нёс боевую службу в Индийском океане в составе ОБК ТОФ и обеспечил невмешательство кораблей ВМС США и Англии в конфликт на стороне Пакистана. ГРКр «Варяг» и БПК «Строгий», выходившие на усиление сил боевой службы по тревоге, были подготовлены к длительному плаванию и вышли в море через 36 часов после получения боевого распоряжения. В ходе службы совместно с БПК «Строгий» с 10 по 19 февраля 1972 года совершил деловой визит в Могадишо (Сомалийская Демократическая Республика). Затем, в этом же году, ГРКр «Варяг» ходил в район Гавайских островов, и, по некоторым данным, стоял на якоре на банке Рамапо. Какие задачи выполнялись, точных сведений нет. Возможно, поход был связан с операцией «Дженнифер» по подъёму американцами затонувшей советской подлодки К-129.
Корабль посетил Министр Обороны СССР Маршал Советского Союза А. А. Гречко. Приказом Министра Обороны СССР № 256 от 14 декабря 1972 года в соответствии с Постановлением ЦК КПСС, Президиума Верховного Совета СССР и Совета Министров СССР от 13 декабря 1972 года № 845—285 ГРКр «Варяг» награждён юбилейным Почётным знаком «50 лет СССР» за высокие показатели в боевой и политической подготовке, достигнутые в социалистическом соревновании в ознаменование 50-летия образования СССР.
В 1976 году крейсер встал на ремонт с модернизацией на «Дальзавод», продлившиеся 4 года.

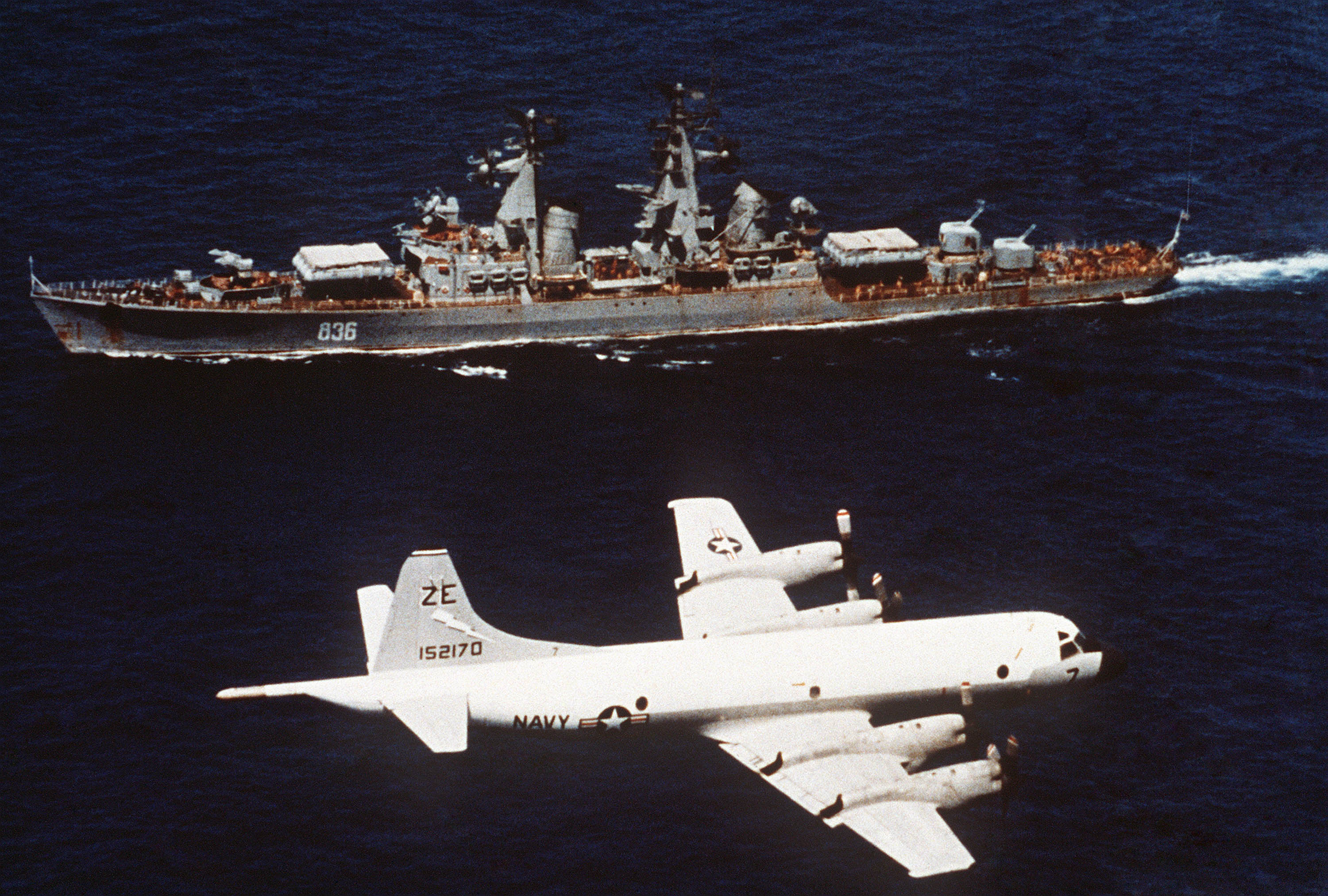
Ракетный крейсер «Варяг» и патрульный самолёт П-3 «Орион» в Тихом океане, май 1987 года

С 10 по 14 октября 1981 года ГРКр «Варяг» в составе ОБК ТОФ совместно с СКР «Разящий» под флагом первого заместителя командующего ТОФ вице-адмирала Н. Я. Ясакова совершил официальный визит в порт Дананг (Вьетнам).
В сентябре 1982 года крейсер принял участие в учениях «Восток-82» под флагом Главнокомандующего ВМФ С. Г. Горшкова. В декабре 1982 года Приказом МО СССР № 0214 от 4 декабря 1982 года ГРКр «Варяг» награждён Вымпелом Министра Обороны СССР (недоступная ссылка) за мужество и воинскую доблесть, проявленную на учениях, и высокую морскую выучку. По итогам 1982 года экипаж завоевал переходящий приз ГК ВМФ за лучшую ракетную стрельбу главным комплексом, а сам корабль объявлен лучшим кораблём по ракетной подготовке в ВМФ, объявлен «отличным» кораблём, объявлена благодарность от Главнокомандующего ВМФ. Корабль занесён на Доску Почёта ВМФ.
В 1982—1990 годах находился на боевой службе в составе 10-й ОПЭСК ВМФ СССР, выполняя слежение за кораблями 7-го оперативного флота США.
19 апреля 1990 года «Варяг» был разоружён, исключён из состава ВМФ в связи с передачей в ОФИ для демонтажа и реализации, и 21 мая 1991 года расформирован. Почётное имя «Варяг» было передано авианесущему крейсеру проекта 1143.6.

## Бортовые номера

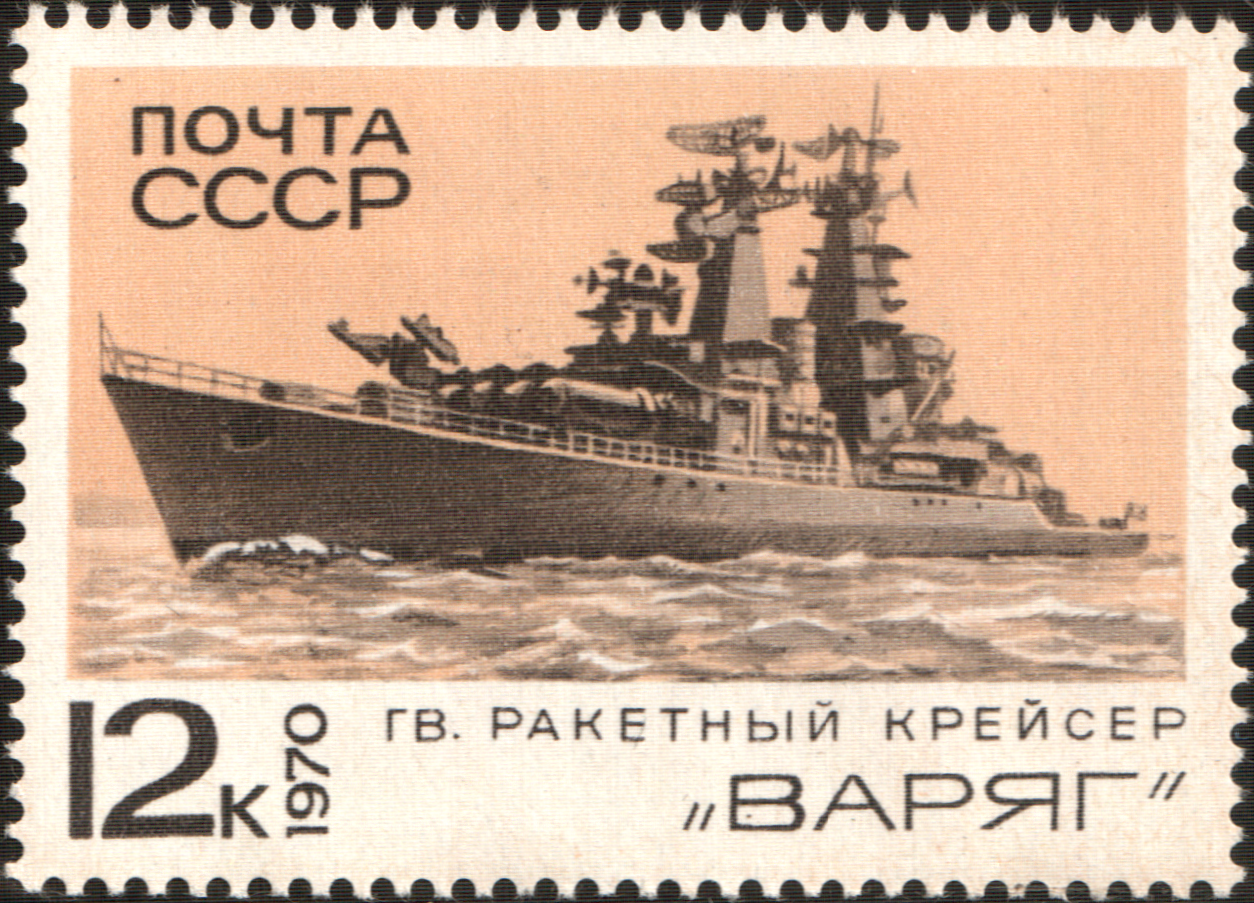
Марка почты СССР 1970 года с изображением ГРКр «Варяг». Серия: Боевые корабли Военно-Морского Флота СССР

Бортовые номера:
- 343(1965),
- 280(1965),
- 621(1966),
- 822(1967),
- 835(1968),
- 836(1974),
- 015(1976),
- 049(1981),
- 047(1982),
- 830(1984),
- 043(1985),
- 012(1987),
- 032(1990),
- 641,
- 821,
- 079